# Saison 2006 de l'équipe cycliste Gerolsteiner
L'Équipe cycliste Gerolsteiner participait en 2006 au ProTour.

## Effectif
| Cycliste          | Date de naissance | Nationalité | Équipe 2005 |
| ----------------- | ----------------- | ----------- | ----------- |
| Robert Förster    | 27.01.1978        | Allemagne   |             |
| Markus Fothen     | 09.09.1981        | Allemagne   | Sparkasse   |
| Thomas Fothen     | 06.04.1983        | Allemagne   |             |
| René Haselbacher  | 15.09.1977        | Autriche    |             |
| Heinrich Haussler | 25.02.1984        | Allemagne   |             |
| Torsten Hiekmann  | 17.03.1980        | Allemagne   | T-Mobile    |
| Frank Høj         | 04.01.1973        | Danemark    |             |
| David Kopp        | 05.01.1979        | Allemagne   | Wiesenhof   |
| Sven Krauss       | 06.01.1983        | Allemagne   |             |
| Sebastian Lang    | 15.09.1979        | Allemagne   |             |
| Levi Leipheimer   | 24.10.1973        | États-Unis  |             |
| Andrea Moletta    | 23.02.1979        | Italie      |             |
| Sven Montgomery   | 10.05.1976        | Suisse      |             |
| Volker Ordowski   | 09.11.1973        | Allemagne   |             |
| Davide Rebellin   | 09.08.1971        | Italie      |             |
| Michael Rich      | 23.09.1969        | Allemagne   |             |
| Matthias Russ     | 14.11.1983        | Allemagne   |             |
| Ronny Scholz      | 24.04.1978        | Allemagne   |             |
| Stefan Schumacher | 21.07.1981        | Allemagne   | Shimano     |
| Marcel Strauss    | 15.08.1976        | Suisse      |             |
| Georg Totschnig   | 25.05.1971        | Autriche    |             |
| Fabian Wegmann    | 20.06.1980        | Allemagne   |             |
| Peter Wrolich     | 30.05.1974        | Autriche    |             |
| Beat Zberg        | 10.05.1971        | Suisse      |             |
| Markus Zberg      | 27.06.1974        | Suisse      |             |

## Victoires
Victoires sur le ProTour
| Date       | Course                                             | Pays      | Classe | Vainqueur         |
| ---------- | -------------------------------------------------- | --------- | ------ | ----------------- |
| 11/03/2006 | 7e étape de Paris-Nice                             | France    | PT     | Markus Zberg      |
| 08/05/2006 | 3e étape du Tour d'Italie                          | Italie    | PT     | Stefan Schumacher |
| 25/05/2006 | 18e étape du Tour d'Italie                         | Italie    | PT     | Stefan Schumacher |
| 28/05/2006 | 21e étape du Tour d'Italie                         | Italie    | PT     | Robert Förster    |
| 05/06/2006 | 1re étape du Critérium du Dauphiné libéré          | France    | PT     | Fabian Wegmann    |
| 11/06/2006 | Classement général du Critérium du Dauphiné libéré | France    | PT     | Levi Leipheimer   |
| 05/08/2006 | 5e étape du Tour d'Allemagne                       | Allemagne | PT     | Levi Leipheimer   |
| 16/08/2006 | Prologue de l'Eneco Tour                           | Pays-Bas  | PT     | Stefan Schumacher |
| 21/08/2006 | 6e étape de l'Eneco Tour                           | Pays-Bas  | PT     | David Kopp        |
| 23/08/2006 | Classement général de l'Eneco Tour                 | Pays-Bas  | PT     | Stefan Schumacher |
| 09/09/2006 | 6e étape du Tour de Pologne                        | Pologne   | PT     | Stefan Schumacher |
| 10/09/2006 | 7e étape du Tour de Pologne                        | Pologne   | PT     | Stefan Schumacher |
| 10/09/2006 | Classement général du Tour de Pologne              | Pologne   | PT     | Stefan Schumacher |
| 10/09/2006 | 15e étape du Tour d'Espagne                        | Espagne   | PT     | Robert Förster    |

Victoires sur les Circuits Continentaux
| Date       | Course                                           | Pays       | Classe | Vainqueur                       |
| ---------- | ------------------------------------------------ | ---------- | ------ | ------------------------------- |
| 09/02/2006 | Trofeo Calvia                                    | Espagne    |        | David Kopp                      |
| 19/02/2006 | Prologue du Tour de Californie                   | États-Unis |        | Levi Leipheimer                 |
| 01/03/2006 | 1re étape du Tour de Murcie                      | Espagne    |        | Heinrich Haussler               |
| 05/03/2006 | 5e étape du Tour de Murcie                       | Espagne    |        | Heinrich Haussler               |
| 01/04/2006 | Grand Prix Miguel Indurain                       | Espagne    |        | Fabian Wegmann                  |
| 04/04/2006 | 1re étape du Circuit de la Sarthe                | France     |        | Robert Förster                  |
| 07/04/2006 | Classement général du Circuit de la Sarthe       | France     |        | Stefan Schumacher               |
| 27/04/2006 | 2e étape du Tour de Rhénanie-Palatinat           | Allemagne  |        | René Haselbacher                |
| 28/04/2006 | 3e étape du Tour de Rhénanie-Palatinat           | Allemagne  |        | Heinrich Haussler               |
| 30/04/2006 | Classement général du Tour de Rhénanie-Palatinat | Allemagne  |        | René Haselbacher                |
| 27/05/2006 | 4e étape du Tour de Bavière                      | Allemagne  |        | Beat Zberg                      |
| 04/06/2006 | Grand Prix du canton d'Argovie                   | Suisse     |        | Beat Zberg                      |
| 17/06/2006 | 5e étape du Ster Elektrotoer                     | Allemagne  |        | Robert Förster                  |
| 20/07/2006 | 1re étape du Brixia Tour                         | Italie     |        | Davide Rebellin                 |
| 22/07/2006 | 4e étape du Tour de Saxe                         | Allemagne  |        | Stefan Schumacher               |
| 23/07/2006 | Classement général du Brixia Tour                | Italie     |        | Davide Rebellin                 |
| 29/07/2006 | Luk Challenge                                    | Allemagne  |        | Sebastian Lang et Markus Fothen |
| 04/08/2006 | 3e étape du Tour du Danemark                     | Danemark   |        | Robert Förster                  |
| 06/08/2006 | 6e étape du Tour du Danemark                     | Danemark   |        | Robert Förster                  |
| 17/08/2006 | 2e étape du Regio-Tour                           | Allemagne  |        | Matthias Russ                   |
| 20/08/2006 | 5e étape du Regio-Tour                           | Allemagne  |        | Torsten Hiekmann                |
| 15/09/2006 | 3e étape du Drei-Länder-Tour                     | Allemagne  |        | Sebastian Lang                  |
| 17/09/2006 | Classement général du Drei-Länder-Tour           | Allemagne  |        | Sebastian Lang                  |
| 29/09/2006 | 2e étape du Circuit franco-belge                 | Belgique   |        | Heinrich Haussler               |
| 29/09/2006 | 4e étape du Circuit franco-belge                 | Belgique   |        | Heinrich Haussler               |

Championnats nationaux
| Date       | Course                                      | Pays      | Classe | Vainqueur      |
| ---------- | ------------------------------------------- | --------- | ------ | -------------- |
| 23/06/2006 | Championnat d'Allemagne du contre-la-montre | Allemagne | CN     | Sebastian Lang |

## Classements UCI ProTour

### Individuel
| Rang | Coureur           | Points |
| ---- | ----------------- | ------ |
| 10   | Stefan Schumacher | 133    |
| 16   | Levi Leipheimer   | 114    |
| 36   | Davide Rebellin   | 72     |
| 60   | Fabian Wegmann    | 42     |
| 73   | David Kopp        | 33     |
| 103  | Robert Förster    | 18     |
| 131  | Markus Fothen     | 8      |
| 138  | Frank Høj         | 7      |
| 155  | Sebastian Lang    | 5      |
| 179  | Ronny Scholz      | 3      |
| 183  | Markus Zberg      | 3      |
| 189  | René Haselbacher  | 2      |
| 209  | Peter Wrolich     | 1      |

### Équipe
L'équipe Gerolsteiner a terminé à la 6e place avec 294 points.